# Instituto de Arqueología Náutica
El Instituto de Arqueología Náutica (INA) (en inglés Institute of Nautical Archaeology) es la mayor organización del mundo dedicada al estudio, mediante la arqueología subacuática, de la interacción del hombre con el mar. El INA es una institución sin ánimo de lucro fundada en 1973, posteriormente asociada a la Texas A&M University.
El fundador del INA, George Bass, desarrolló la ciencia de la excavación subacuática en los años 1960, a través de su trabajo en cabo Gelidonia y otros pecios antiguos de la costa de Turquía. Desde entonces el INA ha expandido su área de actividad al estudio de pecios y localizaciones sumergidas en todo el mundo, así como a la enseñanza mediante la dirección de un programa en Arqueología Náutica en el College Station de la Texas A&M University. Cientos de arqueólogos y muchos de los profesores más destacados del mundo en esta materia se han graduado en él. El INA ha excavado pecios en África, Asia, Australia, América y Europa, tanto antiguos como procedentes de la II Guerra mundial.
Como institución sin ánimo de lucro, el INA cuenta con asociados por todo el mundo, arqueólogos profesionales, estudiantes y particulares, unidos todos ellos por su pasión por el estudio de los barcos hundidos. Aplican los más altos estándares científicos para estudiarlos y desvelar sus secretos, para contribuir a la comprensión del papel de la navegación en el desarrollo de la civilización. También trabajan en la conservación y musealización de los barcos recuperados del fondo del mar.
Aunque tiene su sede principal en Texas, el INA cuenta también con un centro de operaciones en Bodrum, Turquía, que incluye un museo de arqueología subacuática (el museo arqueológico más visitado de Turquía). 
A sus numerosas publicaciones monográficas se añade la revista trimestral The INA Quarterly.